# Juniorinnen-Volleyball-EM der Kleinstaaten 2008
Die Juniorinnen-Volleyball-Europameisterschaft der Kleinstaaten 2008 fand vom 25. bis 29. März 2008 in Schaan, Liechtenstein statt. Gastgeber Liechtenstein sowie die Nationalteams aus Nordirland, Luxemburg, Irland, Zypern und Malta nahmen daran teil. Luxemburg konnte seinen Titel aus dem Jahre 2006 im umkämpften letzten Gruppenspiel gegen Zypern verteidigen. Die Zypriotischen Nachwuchsnationalspielerinnen mussten sich erneut mit dem zweiten Platz zufriedengeben. Malta verspielte seine Chancen auf eine Medaille in seinem letzten Spiel im fünften Satz gegen Liechtenstein. Die Gastgeberinnen gelangten somit auf den dritten Gesamtrang und sicherten sich Bronze.

## Modus
Gespielt wurde eine Finalrunde. Jede Mannschaft spielte einmal gegen jede andere. Der Sieger einer Partie erhielt 2 Punkte, der Verlierer einen. Wer nach 5 Spielen am meisten Punkte gewonnen hatte, wurde zum Europameister erkoren.

## Spielplan
Die Teams aus Zypern und Luxemburg waren schon vom ersten Turniertag Favorit auf den Europameistertitel. Beide gewannen ihre ersten 4 Spiele souverän. Die auf den letzten Tag angesetzte Partie zwischen den beiden Mannschaften wurde zum inoffiziellen Endspiel. Die Luxemburgerinnen gewannen den umkämpften Match mit 3:1. Im Verlaufe der Woche kristallisierte sich heraus, dass Liechtenstein und Malta untereinander den dritten Rang und Irland und Nordirland den fünften Rang ausmachen werden. Die jeweiligen Direktbegegnungen fanden ebenfalls am letzten Tag statt, womit erst im allerletzten Gruppenspiel klar wurde, wer welchen Platz belegen würde. Liechtenstein setzte sich nach Matchball im dritten Satz des sehr spannungsgeladenen Spiel schlussendlich mit 3:2 Sätzen durch. Nordirland gewann eher überraschend das irische Duell gegen Irland ebenfalls mit 3:2.
| 25. März | Irland        | Malta         | 0:3 | 15:25, 13:25, 20:25        | Zypern    | Nordirland | 3:0 | 25:12, 25:6, 25:9  |
|          | Liechtenstein | Luxemburg     | 0:3 | 14:25, 5:25, 12:25         |           |            |     |                    |
| 26. März | Irland        | Zypern        | 0:3 | 14:25, 4:25, 10:25         | Malta     | Luxemburg  | 0:3 | 8:25, 17:25, 19:25 |
|          | Nordirland    | Liechtenstein | 0:3 | 7:25, 9:25, 9:25           |           |            |     |                    |
| 27. März | Zypern        | Malta         | 3:0 | 25:20, 25:23, 25:14        | Luxemburg | Nordirland | 3:0 | 25:3, 25:9, 25:12  |
|          | Liechtenstein | Irland        | 3:1 | 25:14, 25:14, 22:25, 25:16 |           |            |     |                    |
| 28. März | Malta         | Nordirland    | 3:0 | 25:7, 25:17, 25:23         | Irland    | Luxemburg  | 0:3 | 9:25, 15:25, 9:25  |
|          | Zypern        | Liechtenstein | 3:0 | 25:10, 25:18, 25:18        |           |            |     |                    |

| 29. März | Nordirland    | Irland | 3:2 | 24:26, 18:25, 25:20, 25:16, 15:9  |
|          | Luxemburg     | Zypern | 3:1 | 19:25, 25:15, 25:22, 25:18        |
|          | Liechtenstein | Malta  | 3:2 | 28:26, 25:17, 24:26, 20:25, 16:14 |

## Endstand
| Rang | Team          | Punkte | Sätze | BPQ   |
| ---- | ------------- | ------ | ----- | ----- |
| 1    | Luxemburg     | 10     | 15:1  | 1.858 |
| 2    | Zypern        | 9      | 13:3  | 1.590 |
| 3    | Liechtenstein | 8      | 9:9   | 0.991 |
| 4    | Malta         | 7      | 8:9   | 1.003 |
| 5    | Nordirland    | 6      | 3:14  | 0.581 |
| 6    | Irland        | 5      | 3:15  | 0.639 |